# 追殺幸運博士
追殺幸運博士（英語：Kill Doctor Lucky）是奇葩斯遊戲於1966年出版的一款圖版遊戲，由詹姆斯·歐內斯特所設計，此遊戲於1998年得到原創獎的1997年最佳抽象遊戲獎項（Best Abstract Board Game of 1997）。
本作跟妙探尋兇一樣都是在一座宅第發生，不同之處，相反於找出密室殺人的真正兇手，你要執行完美的不在場證明謀殺案，收集各式各樣屋內珍藏的完美行兇道具，在沒有人證的情況下做掉幸運博士就是本作的目的。
而最大的阻礙就是想先一步動手的其他玩家，還有幸運博士異於常人的幸運。

## 棋盘配置
一套遊戲中包含了如下物件：
- 一张以大宅内景图为基础做成的棋盘。
- 7枚玩家棋子和1枚表示博士的棋子。
- 卡片若干，共分为三种类型：武器卡（包括開信刀、猴爪、電鋸和鋸齒剪刀（英语：Pinking shears）等）、失败卡和移动卡。
- 一堆表示怒气的红色圆形塑料币。

## 相關
- 妙探尋兇

## 外部連結
- Kill Doctor Lucky product page at Cheapass Games
- Kill Doctor Lucky product page （页面存档备份，存于） at Titanic Games
- BoardGameGeek上的Kill Doctor Lucky
- Kill Doctor Lucky free online version at GameTable Online
- Cheapass Games site* （页面存档备份，存于）